# Grenade (Band)
Grenade ist eine australische Black-, Death- und Thrash-Metal-Band aus Sydney, die 1998 gegründet wurde, sich 2006 auflöste und seit 2012 wieder aktiv ist.

## Geschichte
Die Band wurde 1998 gegründet und spielte ihren ersten Auftritt Mitte 1999 in Adelaide. Nach weiteren sporadischen Konzerten erschien Mitte 2003 die EP Venom of God über Decius Productions. Im selben Jahr spielte die Gruppe zudem zusammen mit Mystic Circle. Nach weiteren gelegentlichen Auftritten, unter anderem mit NunSlaughter, und einer weiteren EP 2004 unter dem Namen Hellsong wurde Ende 2006 die Auflösung verkündet. Grund hierfür war das Verlassen der Besetzung von drei der vier Bandmitglieder. Kurz darauf gab der verbliebene Sänger und Gitarrist Nigel Chad bekannt, dass es zu einem späteren Zeitpunkt zur Neugründung kommen wird. Nach der Veröffentlichung der Kompilation The Howling Damned über Hells Headbangers Records Mitte 2007, wurde die Band 2012 mit neuer Besetzung wiederbelebt.

## Stil
Laut Brian Giffin in seiner Encyclopedia of Australian Heavy Metal spielt die Band eine Mischung aus Old-School-Thrash- und Death-Metal. John von graveconcernsezine.com schrieb in seiner Rezension zu The Howling Damned, dass die Band eine Mischung aus Black- und Death-Metal spielt. Auf der Kompilation gebe es Old-School-Death-Metal im Stil von NunSlaughter, Asphyx und Hellhammer.

## Diskografie
- 2000: Rugged Rehearsal (Demo, Eigenveröffentlichung)
- 2003: Venom of God (EP, Decius Productions)
- 2004: Hellsong (EP, Decius Productions)
- 2007: The Howling Damned (Kompilation, Hells Headbangers Records)